# Flygbolagskod
Flygbolagskod är förkortningar som används för flygbolag. Flygbolagskoden används för att identifiera ett flygbolag för bland annat kommersiella ändamål som bokningar, tidtabeller, biljetter och fraktsedlar. 
Det finns två typer av internationella Flygbolagskod:
- IATA-kod (International Air Transport Association): IATA-koden är en tvåställig kod. Exempel SK för Scandinavian Airlines. Koden är inte unik för varje flygbolag.
- ICAO-kod (Internationella civila luftfartsorganisationen): ICAO-koden är en treställig kod. Exempel SAS för Scandinavian Airlines. Koden är unik för varje flygbolag.